# Station Ishiba
Station Ishiba (石場駅, Ishiba-eki) is een spoorwegstation in de Japanse stad Ōtsu. Het wordt aangedaan door de Ishiyama-Sakamoto-lijn. Het station heeft twee sporen gelegen aan twee zijperrons. 

## Treindienst

### Keihan
| 1 | ■ Ishiyama-Sakamoto-lijn | richting Hamaōtsu en Sakamoto        |
| 2 | ■ Ishiyama-Sakamoto-lijn | richting Keihan Zeze en Ishiyamadera |

## Geschiedenis
Het station werd in 1913 geopend.

## Overig openbaar vervoer
Bussen van Keihan.

## Stationsomgeving
- Biwameer
- Biwako-hal
- Nagisa-park
- City Hotel DIC

Ishiyamadera · Karahashimae · Keihan Ishiyama · Awazu · Kawaragahama · Nakanoshō · Zezehonmachi · Nishiki · Keihan Zeze · Ishiba · Shimanoseki · Hamaōtsu · Miidera · Bessho · Ōjiyama · Ōmijingūmae · Minami-Shiga · Shigasato · Anō · Matsunobamba · Sakamoto